# Lista över fornlämningar i Båstads kommun (Hov)
Lista över fornlämningar i Båstads kommun (Hov) är en förteckning av ett urval av de fornlämningar som finns i Hov i Båstads kommun.
| Namn                        | Lämningstyp                 | Tillkomsttid | Historisk indelning | Plats       | Läge                 | ID-nr          | Bild                                      |
| --------------------------- | --------------------------- | ------------ | ------------------- | ----------- | -------------------- | -------------- | ----------------------------------------- |
| Hov 1:1                     | Stensättning                |              | Hov, Skåne          |             | 56.436735, 12.653579 | 10106000010001 | Ladda upp en bild av detta fornminne      |
| Hov 2:1                     | Röse                        |              | Hov, Skåne          |             | 56.451325, 12.655587 | 10106000020001 | Ladda upp en bild av detta fornminne      |
| Hov 3:1                     | Röse                        |              | Hov, Skåne          |             | 56.445470, 12.644762 | 10106000030001 | Ladda upp en bild av detta fornminne      |
| Hov 4:1                     | Röse                        |              | Hov, Skåne          |             | 56.439378, 12.639686 | 10106000040001 | Ladda upp en bild av detta fornminne      |
| Hov 5:1                     | Hög                         |              | Hov, Skåne          |             | 56.441225, 12.671402 | 10106000050001 | Ladda upp en bild av detta fornminne      |
| Hov 5:2                     | Stensättning                |              | Hov, Skåne          |             | 56.441096, 12.671438 | 10106000050002 | Ladda upp en bild av detta fornminne      |
| Hov 5:3                     | Stensättning                |              | Hov, Skåne          |             | 56.441074, 12.671105 | 10106000050003 | Ladda upp en bild av detta fornminne      |
| Hov 6:1                     | Hällristning                |              | Hov, Skåne          |             | 56.436714, 12.705013 | 10106000060001 | Ladda upp en bild av detta fornminne      |
| Hov 6:2                     | Hällristning                |              | Hov, Skåne          |             | 56.436780, 12.705049 | 10106000060002 | Ladda upp en bild av detta fornminne      |
| Hov 7:1                     | Hällristning                |              | Hov, Skåne          |             | 56.436411, 12.705394 | 10106000070001 | Ladda upp en bild av detta fornminne      |
| Hov 8:1                     | Hällristning                |              | Hov, Skåne          |             | 56.436264, 12.703490 | 10106000080001 | Ladda upp en bild av detta fornminne      |
| Hov 9:1                     | Hällristning                |              | Hov, Skåne          |             | 56.435958, 12.703806 | 10106000090001 | Ladda upp en bild av detta fornminne      |
| Hov 9:2                     | Hällristning                |              | Hov, Skåne          |             | 56.435958, 12.703806 | 10106000090002 | Ladda upp en bild av detta fornminne      |
| Hov 11:1                    | Hällristning                |              | Hov, Skåne          |             | 56.435557, 12.705843 | 10106000110001 | Ladda upp en bild av detta fornminne      |
| Hov 11:2                    | Hällristning                |              | Hov, Skåne          |             | 56.435535, 12.705845 | 10106000110002 | Ladda upp en bild av detta fornminne      |
| Hov 11:3                    | Stensättning                |              | Hov, Skåne          |             | 56.435482, 12.705545 | 10106000110003 | Ladda upp en bild av detta fornminne      |
| Hov 11:4                    | Hällristning                |              | Hov, Skåne          |             | 56.435546, 12.705843 | 10106000110004 | Ladda upp en bild av detta fornminne      |
| Hov 11:5                    | Stensättning                |              | Hov, Skåne          |             | 56.435413, 12.705205 | 10106000110005 | Ladda upp en bild av detta fornminne      |
| Hov 12:1                    | Stensättning                |              | Hov, Skåne          |             | 56.428473, 12.705756 | 10106000120001 | Ladda upp en bild av detta fornminne      |
| Hov 12:2                    | Stensättning                |              | Hov, Skåne          |             | 56.428561, 12.705618 | 10106000120002 | Ladda upp en bild av detta fornminne      |
| Hov 12:3                    | Stensättning                |              | Hov, Skåne          |             | 56.428500, 12.705348 | 10106000120003 | Ladda upp en bild av detta fornminne      |
| Hov 13:1                    | Stensättning                |              | Hov, Skåne          |             | 56.432798, 12.699363 | 10106000130001 | Ladda upp en bild av detta fornminne      |
| Hov 13:2                    | Hög                         |              | Hov, Skåne          |             | 56.432938, 12.698871 | 10106000130002 | Ladda upp en bild av detta fornminne      |
| Hov 13:3                    | Stensättning                |              | Hov, Skåne          |             | 56.432895, 12.699129 | 10106000130003 | Ladda upp en bild av detta fornminne      |
| Hov 13:4                    | Stensättning                |              | Hov, Skåne          |             | 56.432881, 12.698673 | 10106000130004 | Ladda upp en bild av detta fornminne      |
| S:ta Toras hög (Hov 15:1)   | Gravfält                    |              | Hov, Skåne          |             | 56.433972, 12.666775 | 10106000150001 | Ladda upp en bild av detta fornminne      |
| Hov 16:1                    | Stensättning                |              | Hov, Skåne          |             | 56.437915, 12.671829 | 10106000160001 | Ladda upp en bild av detta fornminne      |
| Hov 16:2                    | Stensättning                |              | Hov, Skåne          |             | 56.437633, 12.672062 | 10106000160002 | Ladda upp en bild av detta fornminne      |
| Hov 16:3                    | Stensättning                |              | Hov, Skåne          |             | 56.438094, 12.671854 | 10106000160003 | Ladda upp en bild av detta fornminne      |
| Hov 18:1                    | Hög                         |              | Hov, Skåne          |             | 56.433490, 12.698709 | 10106000180001 | Ladda upp en bild av detta fornminne      |
| Hov 18:2                    | Stensättning                |              | Hov, Skåne          |             | 56.433569, 12.698507 | 10106000180002 | Ladda upp en bild av detta fornminne      |
| Hov 19:1                    | Hög                         |              | Hov, Skåne          |             | 56.433463, 12.699676 | 10106000190001 | Ladda upp en bild av detta fornminne      |
| Hov 19:2                    | Hög                         |              | Hov, Skåne          |             | 56.433725, 12.699387 | 10106000190002 | Ladda upp en bild av detta fornminne      |
| Hov 19:3                    | Hög                         |              | Hov, Skåne          |             | 56.433852, 12.699235 | 10106000190003 | Ladda upp en bild av detta fornminne      |
| Hov 19:4                    | Hög                         |              | Hov, Skåne          |             | 56.433978, 12.699086 | 10106000190004 | Ladda upp en bild av detta fornminne      |
| Hov 19:5                    | Stensättning                |              | Hov, Skåne          |             | 56.433967, 12.699489 | 10106000190005 | Ladda upp en bild av detta fornminne      |
| Hov 19:6                    | Stensättning                |              | Hov, Skåne          |             | 56.433223, 12.699677 | 10106000190006 | Ladda upp en bild av detta fornminne      |
| Hov 20:1                    | Stensättning                |              | Hov, Skåne          |             | 56.430494, 12.709415 | 10106000200001 | Ladda upp en bild av detta fornminne      |
| Hov 21:1                    | Stensättning                |              | Hov, Skåne          |             | 56.429713, 12.708549 | 10106000210001 | Ladda upp en bild av detta fornminne      |
| Hov 21:2                    | Hällristning                |              | Hov, Skåne          |             | 56.429702, 12.708731 | 10106000210002 | Ladda upp en bild av detta fornminne      |
| Munkabjär (Hov 22:1)        | Hög                         |              | Hov, Skåne          |             | 56.429848, 12.707464 | 10106000220001 | Ladda upp en bild av detta fornminne      |
| Munkabjär (Hov 22:2)        | Stensättning                |              | Hov, Skåne          |             | 56.429808, 12.707215 | 10106000220002 | Ladda upp en bild av detta fornminne      |
| Munkabjär (Hov 22:3)        | Hällristning                |              | Hov, Skåne          |             | 56.429644, 12.707138 | 10106000220003 | Ladda upp en bild av detta fornminne      |
| Hov 23:1                    | Hög                         |              | Hov, Skåne          |             | 56.429651, 12.706327 | 10106000230001 | Ladda upp en bild av detta fornminne      |
| Hov 24:1                    | Gravfält                    |              | Hov, Skåne          |             | 56.436332, 12.710007 | 10106000240001 | Ladda upp en bild av detta fornminne      |
| Hov 25:1                    | Hög                         |              | Hov, Skåne          |             | 56.436890, 12.710940 | 10106000250001 | Ladda upp en bild av detta fornminne      |
| Hov 26:1                    | Stensättning                |              | Hov, Skåne          |             | 56.436993, 12.710020 | 10106000260001 | Ladda upp en bild av detta fornminne      |
| Hov 27:1                    | Hög                         |              | Hov, Skåne          |             | 56.437324, 12.709010 | 10106000270001 | Ladda upp en bild av detta fornminne      |
| Hov 27:2                    | Stensättning                |              | Hov, Skåne          |             | 56.437378, 12.709193 | 10106000270002 | Ladda upp en bild av detta fornminne      |
| Hov 27:3                    | Hög                         |              | Hov, Skåne          |             | 56.437174, 12.708804 | 10106000270003 | Ladda upp en bild av detta fornminne      |
| Hov 31:1                    | Hällristning                |              | Hov, Skåne          |             | 56.436727, 12.703025 | 10106000310001 | Ladda upp en bild av detta fornminne      |
| Hov 31:2                    | Hällristning                |              | Hov, Skåne          |             | 56.436889, 12.703008 | 10106000310002 | Ladda upp en bild av detta fornminne      |
| Hov 32:1                    | Hög                         |              | Hov, Skåne          |             | 56.431509, 12.730274 | 10106000320001 | Ladda upp en bild av detta fornminne      |
| Hov 32:2                    | Hällristning                |              | Hov, Skåne          |             | 56.431408, 12.730265 | 10106000320002 | Ladda upp en bild av detta fornminne      |
| Gröthögarna (Hov 38:1)      | Röse                        |              | Hov, Skåne          |             | 56.454218, 12.659452 | 10106000380001 | Ladda upp en till bild av detta fornminne |
| Gröthögarna (Hov 38:2)      | Röse                        |              | Hov, Skåne          |             | 56.453698, 12.660113 | 10106000380002 | Ladda upp en till bild av detta fornminne |
| Gröthögarna (Hov 38:3)      | Röse                        |              | Hov, Skåne          |             | 56.453373, 12.660566 | 10106000380003 | Ladda upp en till bild av detta fornminne |
| Gröthögarna (Hov 38:4)      | Röse                        |              | Hov, Skåne          |             | 56.453154, 12.660612 | 10106000380004 | Ladda upp en till bild av detta fornminne |
| Gröthögarna (Hov 38:5)      | Röse                        |              | Hov, Skåne          |             | 56.453031, 12.660654 | 10106000380005 | Ladda upp en till bild av detta fornminne |
| Gröthögarna (Hov 38:6)      | Röse                        |              | Hov, Skåne          |             | 56.452918, 12.660600 | 10106000380006 | Ladda upp en till bild av detta fornminne |
| Gröthögarna (Hov 38:7)      | Röse                        |              | Hov, Skåne          |             | 56.452841, 12.660900 | 10106000380007 | Ladda upp en till bild av detta fornminne |
| Gröthögarna (Hov 38:8)      | Röse                        |              | Hov, Skåne          |             | 56.452753, 12.661136 | 10106000380008 | Ladda upp en till bild av detta fornminne |
| Hov 38:9                    | Stensättning                |              | Hov, Skåne          |             | 56.454332, 12.659860 | 10106000380009 | Ladda upp en till bild av detta fornminne |
| Hov 38:10                   | Stensättning                |              | Hov, Skåne          |             | 56.452569, 12.661340 | 10106000380010 | Ladda upp en till bild av detta fornminne |
| Hov 39:1                    | Hög                         |              | Hov, Skåne          |             | 56.439530, 12.677183 | 10106000390001 | Ladda upp en bild av detta fornminne      |
| Hov 41:1                    | Stensättning                |              | Hov, Skåne          |             | 56.437854, 12.655144 | 10106000410001 | Ladda upp en bild av detta fornminne      |
| Klockenahögen (Hov 42:1)    | Gravfält                    |              | Hov, Skåne          |             | 56.435533, 12.727166 | 10106000420001 | Ladda upp en till bild av detta fornminne |
| Hov 44:1                    | Stensättning                |              | Hov, Skåne          |             | 56.442033, 12.739191 | 10106000440001 | Ladda upp en bild av detta fornminne      |
| Hov 45:1                    | Stensättning                |              | Hov, Skåne          |             | 56.442352, 12.740341 | 10106000450001 | Ladda upp en bild av detta fornminne      |
| Hov 46:1                    | Stensättning                |              | Hov, Skåne          |             | 56.442444, 12.741383 | 10106000460001 | Ladda upp en bild av detta fornminne      |
| Hov 47:1                    | Stensättning                |              | Hov, Skåne          |             | 56.442678, 12.742004 | 10106000470001 | Ladda upp en bild av detta fornminne      |
| Torshög (Hov 48:1)          | Hög                         |              | Hov, Skåne          |             | 56.441996, 12.736491 | 10106000480001 | Ladda upp en bild av detta fornminne      |
| Torshög (Hov 48:2)          | Hög                         |              | Hov, Skåne          |             | 56.442128, 12.736860 | 10106000480002 | Ladda upp en bild av detta fornminne      |
| Hov 49:1                    | Stensättning                |              | Hov, Skåne          |             | 56.445065, 12.732679 | 10106000490001 | Ladda upp en bild av detta fornminne      |
| Tyrshög (Hov 50:1)          | Hög                         |              | Hov, Skåne          |             | 56.444461, 12.732715 | 10106000500001 | Ladda upp en bild av detta fornminne      |
| Tyrshög (Hov 50:2)          | Stensättning                |              | Hov, Skåne          |             | 56.444299, 12.732257 | 10106000500002 | Ladda upp en bild av detta fornminne      |
| Hov 51:1                    | Hög                         |              | Hov, Skåne          |             | 56.445204, 12.729279 | 10106000510001 | Ladda upp en bild av detta fornminne      |
| Hov 52:1                    | Hög                         |              | Hov, Skåne          |             | 56.444986, 12.730485 | 10106000520001 | Ladda upp en bild av detta fornminne      |
| Rödhög (Hov 53:1)           | Hög                         |              | Hov, Skåne          |             | 56.448633, 12.733946 | 10106000530001 | Ladda upp en bild av detta fornminne      |
| Hov 54:1                    | Hög                         |              | Hov, Skåne          |             | 56.448800, 12.732332 | 10106000540001 | Ladda upp en bild av detta fornminne      |
| Hov 56:1                    | Stensättning                |              | Hov, Skåne          |             | 56.444846, 12.728427 | 10106000560001 | Ladda upp en bild av detta fornminne      |
| Hov 57:1                    | Stensättning                |              | Hov, Skåne          |             | 56.445114, 12.728689 | 10106000570001 | Ladda upp en bild av detta fornminne      |
| Hov 58:1                    | Stensättning                |              | Hov, Skåne          |             | 56.442525, 12.724380 | 10106000580001 | Ladda upp en bild av detta fornminne      |
| Hov 58:2                    | Stensättning                |              | Hov, Skåne          |             | 56.442544, 12.724709 | 10106000580002 | Ladda upp en bild av detta fornminne      |
| Aspeshögen (Hov 59:1)       | Hög                         |              | Hov, Skåne          |             | 56.442840, 12.726332 | 10106000590001 | Ladda upp en bild av detta fornminne      |
| Aspeshögen (Hov 59:2)       | Stensättning                |              | Hov, Skåne          |             | 56.442856, 12.725782 | 10106000590002 | Ladda upp en bild av detta fornminne      |
| Hov 60:1                    | Hög                         |              | Hov, Skåne          |             | 56.443314, 12.728126 | 10106000600001 | Ladda upp en bild av detta fornminne      |
| Hov 61:1                    | Hög                         |              | Hov, Skåne          |             | 56.445224, 12.724568 | 10106000610001 | Ladda upp en bild av detta fornminne      |
| Hov 64:1                    | Stensättning                |              | Hov, Skåne          |             | 56.439142, 12.751769 | 10106000640001 | Ladda upp en bild av detta fornminne      |
| Hov 64:2                    | Stensättning                |              | Hov, Skåne          |             | 56.439210, 12.751920 | 10106000640002 | Ladda upp en bild av detta fornminne      |
| Hov 64:3                    | Stensättning                |              | Hov, Skåne          |             | 56.439220, 12.752140 | 10106000640003 | Ladda upp en bild av detta fornminne      |
| Hov 64:4                    | Stensättning                |              | Hov, Skåne          |             | 56.439413, 12.752164 | 10106000640004 | Ladda upp en bild av detta fornminne      |
| Hov 65:1                    | Stensättning                |              | Hov, Skåne          |             | 56.438307, 12.751476 | 10106000650001 | Ladda upp en bild av detta fornminne      |
| Hov 65:2                    | Stensättning                |              | Hov, Skåne          |             | 56.438205, 12.751565 | 10106000650002 | Ladda upp en bild av detta fornminne      |
| Hov 68:1                    | Stensättning                |              | Hov, Skåne          |             | 56.435481, 12.743801 | 10106000680001 | Ladda upp en bild av detta fornminne      |
| Hov 69:1                    | Stensättning                |              | Hov, Skåne          |             | 56.435739, 12.744611 | 10106000690001 | Ladda upp en bild av detta fornminne      |
| Hov 70:1                    | Hög                         |              | Hov, Skåne          |             | 56.441525, 12.745837 | 10106000700001 | Ladda upp en bild av detta fornminne      |
| Hov 71:1                    | Hög                         |              | Hov, Skåne          |             | 56.441320, 12.745207 | 10106000710001 | Ladda upp en bild av detta fornminne      |
| Hov 72:1                    | Hög                         |              | Hov, Skåne          |             | 56.440915, 12.750534 | 10106000720001 | Ladda upp en bild av detta fornminne      |
| Hov 73:1                    | Stensättning                |              | Hov, Skåne          |             | 56.436686, 12.673255 | 10106000730001 | Ladda upp en bild av detta fornminne      |
| Hov 74:1                    | Hällristning                |              | Hov, Skåne          |             | 56.438451, 12.671473 | 10106000740001 | Ladda upp en bild av detta fornminne      |
| Steglabacken (Hov 77:1)     | Hög                         |              | Hov, Skåne          |             | 56.461845, 12.695840 | 10106000770001 | Ladda upp en bild av detta fornminne      |
| Hov 78:1                    | Röse                        |              | Hov, Skåne          |             | 56.462839, 12.695659 | 10106000780001 | Ladda upp en bild av detta fornminne      |
| Hov 80:1                    | Hög                         |              | Hov, Skåne          |             | 56.442397, 12.753300 | 10106000800001 | Ladda upp en bild av detta fornminne      |
| Hov 80:2                    | Stensättning                |              | Hov, Skåne          |             | 56.442521, 12.753466 | 10106000800002 | Ladda upp en bild av detta fornminne      |
| Hov 81:1                    | Hög                         |              | Hov, Skåne          |             | 56.442658, 12.754007 | 10106000810001 | Ladda upp en bild av detta fornminne      |
| Hov 81:2                    | Hög                         |              | Hov, Skåne          |             | 56.442835, 12.754205 | 10106000810002 | Ladda upp en bild av detta fornminne      |
| Hov 81:3                    | Stensättning                |              | Hov, Skåne          |             | 56.442729, 12.754148 | 10106000810003 | Ladda upp en bild av detta fornminne      |
| Hov 83:1                    | Stensättning                |              | Hov, Skåne          |             | 56.446020, 12.740613 | 10106000830001 | Ladda upp en bild av detta fornminne      |
| Hov 83:2                    | Stensättning                |              | Hov, Skåne          |             | 56.445939, 12.740414 | 10106000830002 | Ladda upp en bild av detta fornminne      |
| Hov 84:1                    | Hög                         |              | Hov, Skåne          |             | 56.447259, 12.736542 | 10106000840001 | Ladda upp en bild av detta fornminne      |
| Hov 84:2                    | Hög                         |              | Hov, Skåne          |             | 56.447172, 12.736821 | 10106000840002 | Ladda upp en bild av detta fornminne      |
| Hov 85:1                    | Stensättning                |              | Hov, Skåne          |             | 56.448412, 12.745862 | 10106000850001 | Ladda upp en bild av detta fornminne      |
| Hov 86:1                    | Hög                         |              | Hov, Skåne          |             | 56.448742, 12.740100 | 10106000860001 | Ladda upp en bild av detta fornminne      |
| Hov 87:1                    | Stensättning                |              | Hov, Skåne          |             | 56.448289, 12.756633 | 10106000870001 | Ladda upp en bild av detta fornminne      |
| Hov 87:2                    | Stensättning                |              | Hov, Skåne          |             | 56.448272, 12.756440 | 10106000870002 | Ladda upp en bild av detta fornminne      |
| Hov 87:3                    | Stensättning                |              | Hov, Skåne          |             | 56.448147, 12.756420 | 10106000870003 | Ladda upp en bild av detta fornminne      |
| Gräskullshögarna (Hov 88:1) | Hög                         |              | Hov, Skåne          |             | 56.448592, 12.756318 | 10106000880001 | Ladda upp en bild av detta fornminne      |
| Gräskullshögarna (Hov 88:2) | Stensättning                |              | Hov, Skåne          |             | 56.448493, 12.756160 | 10106000880002 | Ladda upp en bild av detta fornminne      |
| Hov 89:1                    | Hög                         |              | Hov, Skåne          |             | 56.448909, 12.755690 | 10106000890001 | Ladda upp en bild av detta fornminne      |
| Trollarehögen (Hov 90:1)    | Hög                         |              | Hov, Skåne          |             | 56.450188, 12.759112 | 10106000900001 | Ladda upp en bild av detta fornminne      |
| Ekeshögen (Hov 91:1)        | Hög                         |              | Hov, Skåne          |             | 56.448971, 12.759928 | 10106000910001 | Ladda upp en bild av detta fornminne      |
| Hov 92:1                    | Hällristning                |              | Hov, Skåne          |             | 56.447405, 12.757470 | 10106000920001 | Ladda upp en bild av detta fornminne      |
| Högesten (Hov 93:1)         | Grav markerad av sten/block |              | Hov, Skåne          |             | 56.445701, 12.753568 | 10106000930001 | Ladda upp en bild av detta fornminne      |
| Borgvallen (Hov 94:1)       | Borg                        |              | Hov, Skåne          |             | 56.443095, 12.712151 | 10106000940001 | Ladda upp en bild av detta fornminne      |
| Rännehögen (Hov 96:1)       | Hög                         |              | Hov, Skåne          |             | 56.449530, 12.708783 | 10106000960001 | Ladda upp en bild av detta fornminne      |
| Rännehögen (Hov 96:2)       | Stensättning                |              | Hov, Skåne          |             | 56.449667, 12.708747 | 10106000960002 | Ladda upp en bild av detta fornminne      |
| Hov 97:1                    | Hällristning                |              | Hov, Skåne          |             | 56.450368, 12.703052 | 10106000970001 | Ladda upp en bild av detta fornminne      |
| Hov 100:1                   | Stensättning                |              | Hov, Skåne          |             | 56.448511, 12.721138 | 10106001000001 | Ladda upp en bild av detta fornminne      |
| Hov 100:2                   | Stensättning                |              | Hov, Skåne          |             | 56.448399, 12.720938 | 10106001000002 | Ladda upp en bild av detta fornminne      |
| Hov 101:1                   | Stensättning                |              | Hov, Skåne          |             | 56.451647, 12.722323 | 10106001010001 | Ladda upp en bild av detta fornminne      |
| Hov 101:2                   | Stensättning                |              | Hov, Skåne          |             | 56.451582, 12.721722 | 10106001010002 | Ladda upp en bild av detta fornminne      |
| Hov 102:1                   | Hög                         |              | Hov, Skåne          |             | 56.461045, 12.693909 | 10106001020001 | Ladda upp en bild av detta fornminne      |
| Hov 103:1                   | Hög                         |              | Hov, Skåne          |             | 56.451122, 12.708829 | 10106001030001 | Ladda upp en bild av detta fornminne      |
| Bökehög (Hov 105:1)         | Hög                         |              | Hov, Skåne          |             | 56.454091, 12.713869 | 10106001050001 | Ladda upp en bild av detta fornminne      |
| Bökehög (Hov 105:2)         | Hög                         |              | Hov, Skåne          |             | 56.454135, 12.714118 | 10106001050002 | Ladda upp en bild av detta fornminne      |
| Bökehög (Hov 105:3)         | Stensättning                |              | Hov, Skåne          |             | 56.454321, 12.714226 | 10106001050003 | Ladda upp en bild av detta fornminne      |
| Hov 107:1                   | Gravfält                    |              | Hov, Skåne          |             | 56.455590, 12.724529 | 10106001070001 | Ladda upp en bild av detta fornminne      |
| Tofta högar (Hov 109:1)     | Grav- och boplatsområde     |              | Hov, Skåne          | Bjärehalvön | 56.447222, 12.714389 | 10106001090001 | Ladda upp en till bild av detta fornminne |
| Hov 109:2                   | Hällristning                |              | Hov, Skåne          |             | 56.446909, 12.715128 | 10106001090002 | Ladda upp en bild av detta fornminne      |
| Hov 109:3                   | Hällristning                |              | Hov, Skåne          |             | 56.446986, 12.715166 | 10106001090003 | Ladda upp en bild av detta fornminne      |
| Grönhög (Hov 110:1)         | Stensättning                |              | Hov, Skåne          |             | 56.455992, 12.722531 | 10106001100001 | Ladda upp en bild av detta fornminne      |
| Grönhög (Hov 110:2)         | Stensättning                |              | Hov, Skåne          |             | 56.456015, 12.722675 | 10106001100002 | Ladda upp en bild av detta fornminne      |
| Grönhög (Hov 110:3)         | Stensättning                |              | Hov, Skåne          |             | 56.456029, 12.722868 | 10106001100003 | Ladda upp en bild av detta fornminne      |
| Hov 111:1                   | Gravfält                    |              | Hov, Skåne          |             | 56.458425, 12.720048 | 10106001110001 | Ladda upp en bild av detta fornminne      |
| Hov 112:1                   | Stensättning                |              | Hov, Skåne          |             | 56.458791, 12.717328 | 10106001120001 | Ladda upp en bild av detta fornminne      |
| Grönhög (Hov 113:1)         | Stensättning                |              | Hov, Skåne          |             | 56.464787, 12.718420 | 10106001130001 | Ladda upp en bild av detta fornminne      |
| Grönhög (Hov 113:2)         | Stensättning                |              | Hov, Skåne          |             | 56.464793, 12.718625 | 10106001130002 | Ladda upp en bild av detta fornminne      |
| Grönhög (Hov 113:3)         | Stensättning                |              | Hov, Skåne          |             | 56.464952, 12.718807 | 10106001130003 | Ladda upp en bild av detta fornminne      |
| Hov 114:1                   | Stensättning                |              | Hov, Skåne          |             | 56.464537, 12.719374 | 10106001140001 | Ladda upp en bild av detta fornminne      |
| Ingefärahögen (Hov 115:1)   | Hög                         |              | Hov, Skåne          |             | 56.463772, 12.723071 | 10106001150001 | Ladda upp en bild av detta fornminne      |
| Hov 116:1                   | Hög                         |              | Hov, Skåne          |             | 56.463612, 12.724833 | 10106001160001 | Ladda upp en bild av detta fornminne      |
| Hov 117:1                   | Stensättning                |              | Hov, Skåne          |             | 56.458974, 12.723414 | 10106001170001 | Ladda upp en bild av detta fornminne      |
| Hov 119:1                   | Hög                         |              | Hov, Skåne          |             | 56.459373, 12.708201 | 10106001190001 | Ladda upp en bild av detta fornminne      |
| Hov 119:2                   | Stensättning                |              | Hov, Skåne          |             | 56.459404, 12.708558 | 10106001190002 | Ladda upp en bild av detta fornminne      |
| Äskekull (Hov 120:1)        | Hög                         |              | Hov, Skåne          |             | 56.458977, 12.707668 | 10106001200001 | Ladda upp en bild av detta fornminne      |
| Äskekull (Hov 120:2)        | Stensättning                |              | Hov, Skåne          |             | 56.459085, 12.707901 | 10106001200002 | Ladda upp en bild av detta fornminne      |
| Hov 122:1                   | Stensättning                |              | Hov, Skåne          |             | 56.467328, 12.709687 | 10106001220001 | Ladda upp en bild av detta fornminne      |
| Kampahög (Hov 123:1)        | Hög                         |              | Hov, Skåne          |             | 56.468963, 12.712048 | 10106001230001 | Ladda upp en bild av detta fornminne      |
| Hov 124:1                   | Stensättning                |              | Hov, Skåne          |             | 56.467112, 12.721672 | 10106001240001 | Ladda upp en bild av detta fornminne      |
| Hov 125:1                   | Hög                         |              | Hov, Skåne          |             | 56.466803, 12.724052 | 10106001250001 | Ladda upp en bild av detta fornminne      |
| Hov 126:1                   | Hög                         |              | Hov, Skåne          |             | 56.467717, 12.702318 | 10106001260001 | Ladda upp en bild av detta fornminne      |
| Hov 127:1                   | Hällristning                |              | Hov, Skåne          |             | 56.464522, 12.709932 | 10106001270001 | Ladda upp en bild av detta fornminne      |
| Hov 128:1                   | Hällristning                |              | Hov, Skåne          |             | 56.464465, 12.709024 | 10106001280001 | Ladda upp en bild av detta fornminne      |
| Hov 130:1                   | Hällristning                |              | Hov, Skåne          |             | 56.465843, 12.704049 | 10106001300001 | Ladda upp en bild av detta fornminne      |
| Hov 132:1                   | Hög                         |              | Hov, Skåne          |             | 56.466678, 12.702201 | 10106001320001 | Ladda upp en bild av detta fornminne      |
| Hov 137:1                   | Hög                         |              | Hov, Skåne          |             | 56.452670, 12.710854 | 10106001370001 | Ladda upp en bild av detta fornminne      |
| Hov 137:2                   | Hög                         |              | Hov, Skåne          |             | 56.452680, 12.710600 | 10106001370002 | Ladda upp en bild av detta fornminne      |
| Hov 139:1                   | Hällristning                |              | Hov, Skåne          |             | 56.456412, 12.700973 | 10106001390001 | Ladda upp en bild av detta fornminne      |
| Hov 140:1                   | Hällristning                |              | Hov, Skåne          |             | 56.458080, 12.704117 | 10106001400001 | Ladda upp en bild av detta fornminne      |
| Hov 140:2                   | Hällristning                |              | Hov, Skåne          |             | 56.458080, 12.704117 | 10106001400002 | Ladda upp en bild av detta fornminne      |
| Hov 140:3                   | Hällristning                |              | Hov, Skåne          |             | 56.458135, 12.703962 | 10106001400003 | Ladda upp en bild av detta fornminne      |
| Hov 141:1                   | Stensättning                |              | Hov, Skåne          |             | 56.454000, 12.712258 | 10106001410001 | Ladda upp en bild av detta fornminne      |
| Hov 141:2                   | Stensättning                |              | Hov, Skåne          |             | 56.453864, 12.712258 | 10106001410002 | Ladda upp en bild av detta fornminne      |
| Hov 151:1                   | Hög                         |              | Hov, Skåne          |             | 56.456330, 12.747896 | 10106001510001 | Ladda upp en bild av detta fornminne      |
| Hov 152:1                   | Hög                         |              | Hov, Skåne          |             | 56.455825, 12.747652 | 10106001520001 | Ladda upp en bild av detta fornminne      |
| Hov 152:2                   | Hög                         |              | Hov, Skåne          |             | 56.455402, 12.747242 | 10106001520002 | Ladda upp en bild av detta fornminne      |
| Hov 153:1                   | Stensättning                |              | Hov, Skåne          |             | 56.454799, 12.746938 | 10106001530001 | Ladda upp en bild av detta fornminne      |
| Hov 154:1                   | Hög                         |              | Hov, Skåne          |             | 56.454319, 12.745501 | 10106001540001 | Ladda upp en bild av detta fornminne      |
| Grävlingahögen (Hov 155:1)  | Hög                         |              | Hov, Skåne          |             | 56.455436, 12.745064 | 10106001550001 | Ladda upp en bild av detta fornminne      |
| Grävlingahögen (Hov 155:2)  | Hög                         |              | Hov, Skåne          |             | 56.455101, 12.744613 | 10106001550002 | Ladda upp en bild av detta fornminne      |
| Skallahöj (Hov 156:1)       | Hög                         |              | Hov, Skåne          |             | 56.456402, 12.736546 | 10106001560001 | Ladda upp en bild av detta fornminne      |
| Skallahöj (Hov 156:2)       | Stensättning                |              | Hov, Skåne          |             | 56.456635, 12.736197 | 10106001560002 | Ladda upp en bild av detta fornminne      |
| Skallahöj (Hov 157:1)       | Hög                         |              | Hov, Skåne          |             | 56.455676, 12.736284 | 10106001570001 | Ladda upp en bild av detta fornminne      |
| Skallahöj (Hov 157:2)       | Stensättning                |              | Hov, Skåne          |             | 56.455585, 12.735982 | 10106001570002 | Ladda upp en bild av detta fornminne      |
| Hundahögen (Hov 159:1)      | Hög                         |              | Hov, Skåne          |             | 56.450995, 12.749205 | 10106001590001 | Ladda upp en bild av detta fornminne      |
| Hundahögen (Hov 159:2)      | Hög                         |              | Hov, Skåne          |             | 56.451155, 12.748972 | 10106001590002 | Ladda upp en bild av detta fornminne      |
| Hundahögen (Hov 159:3)      | Hög                         |              | Hov, Skåne          |             | 56.450964, 12.748870 | 10106001590003 | Ladda upp en bild av detta fornminne      |
| Hov 160:1                   | Hög                         |              | Hov, Skåne          |             | 56.450895, 12.751188 | 10106001600001 | Ladda upp en bild av detta fornminne      |
| Hov 160:2                   | Stensättning                |              | Hov, Skåne          |             | 56.451081, 12.751075 | 10106001600002 | Ladda upp en bild av detta fornminne      |
| Hov 161:1                   | Hällristning                |              | Hov, Skåne          |             | 56.453270, 12.757083 | 10106001610001 | Ladda upp en bild av detta fornminne      |
| Hov 162:1                   | Stensättning                |              | Hov, Skåne          |             | 56.452438, 12.756730 | 10106001620001 | Ladda upp en bild av detta fornminne      |
| Hov 163:1                   | Stensättning                |              | Hov, Skåne          |             | 56.453737, 12.763196 | 10106001630001 | Ladda upp en bild av detta fornminne      |
| Smygeslätt (Hov 165:1)      | Fiskeläge                   |              | Hov, Skåne          |             | 56.470994, 12.725388 | 10106001650001 | Ladda upp en bild av detta fornminne      |
| Hov 166:1                   | Hög                         |              | Hov, Skåne          |             | 56.457963, 12.731828 | 10106001660001 | Ladda upp en bild av detta fornminne      |
| Hov 166:2                   | Stensättning                |              | Hov, Skåne          |             | 56.457979, 12.731393 | 10106001660002 | Ladda upp en bild av detta fornminne      |
| Hov 166:3                   | Stensättning                |              | Hov, Skåne          |             | 56.457878, 12.731401 | 10106001660003 | Ladda upp en bild av detta fornminne      |
| Hov 167:1                   | Hög                         |              | Hov, Skåne          |             | 56.458086, 12.730951 | 10106001670001 | Ladda upp en bild av detta fornminne      |
| Hov 167:2                   | Hög                         |              | Hov, Skåne          |             | 56.458130, 12.730632 | 10106001670002 | Ladda upp en bild av detta fornminne      |
| Hov 167:3                   | Stensättning                |              | Hov, Skåne          |             | 56.458095, 12.730147 | 10106001670003 | Ladda upp en bild av detta fornminne      |
| Hov 167:4                   | Stensättning                |              | Hov, Skåne          |             | 56.458021, 12.730036 | 10106001670004 | Ladda upp en bild av detta fornminne      |
| Hov 168:1                   | Hög                         |              | Hov, Skåne          |             | 56.458168, 12.732655 | 10106001680001 | Ladda upp en bild av detta fornminne      |
| Hov 168:2                   | Stensättning                |              | Hov, Skåne          |             | 56.458250, 12.732233 | 10106001680002 | Ladda upp en bild av detta fornminne      |
| Hov 169:1                   | Hög                         |              | Hov, Skåne          |             | 56.464011, 12.734486 | 10106001690001 | Ladda upp en bild av detta fornminne      |
| Hov 170:1                   | Hög                         |              | Hov, Skåne          |             | 56.462413, 12.738622 | 10106001700001 | Ladda upp en bild av detta fornminne      |
| Hov 171:1                   | Stensättning                |              | Hov, Skåne          |             | 56.464612, 12.730745 | 10106001710001 | Ladda upp en bild av detta fornminne      |
| Hov 175:1                   | Hällristning                |              | Hov, Skåne          |             | 56.425541, 12.720608 | 10106001750001 | Ladda upp en bild av detta fornminne      |
| Hov 175:2                   | Hällristning                |              | Hov, Skåne          |             | 56.425541, 12.720596 | 10106001750002 | Ladda upp en bild av detta fornminne      |
| Hov 190:1                   | Hällristning                |              | Hov, Skåne          |             | 56.444246, 12.695400 | 10106001900001 | Ladda upp en bild av detta fornminne      |
| Hov 213:1                   | Hällristning                |              | Hov, Skåne          |             | 56.435840, 12.706136 | 10106002130001 | Ladda upp en bild av detta fornminne      |
| Hov 213:2                   | Hällristning                |              | Hov, Skåne          |             | 56.435855, 12.706099 | 10106002130002 | Ladda upp en bild av detta fornminne      |
| Hov 218:1                   | Röse                        |              | Hov, Skåne          |             | 56.452086, 12.671457 | 10106002180001 | Ladda upp en bild av detta fornminne      |
| Hov 218:2                   | Röse                        |              | Hov, Skåne          |             | 56.452106, 12.671644 | 10106002180002 | Ladda upp en bild av detta fornminne      |
| Hov 218:3                   | Stensättning                |              | Hov, Skåne          |             | 56.452266, 12.672060 | 10106002180003 | Ladda upp en bild av detta fornminne      |
| Hov 219:1                   | Röse                        |              | Hov, Skåne          |             | 56.451882, 12.673076 | 10106002190001 | Ladda upp en bild av detta fornminne      |
| Hov 220:1                   | Hällristning                |              | Hov, Skåne          |             | 56.467579, 12.704314 | 10106002200001 | Ladda upp en bild av detta fornminne      |
| Hov 223:1                   | Stensättning                |              | Hov, Skåne          |             | 56.464305, 12.728170 | 10106002230001 | Ladda upp en bild av detta fornminne      |
| Hov 234:1                   | Stensättning                |              | Hov, Skåne          |             | 56.459827, 12.742765 | 10106002340001 | Ladda upp en bild av detta fornminne      |
| Hov 237:1                   | Hällristning                |              | Hov, Skåne          |             | 56.434124, 12.736586 | 10106002370001 | Ladda upp en bild av detta fornminne      |
| Hov 249:1                   | Hällristning                |              | Hov, Skåne          |             | 56.439294, 12.721632 | 10106002490001 | Ladda upp en bild av detta fornminne      |
| Hov 257:1                   | Röse                        |              | Hov, Skåne          |             | 56.451888, 12.667356 | 10106002570001 | Ladda upp en bild av detta fornminne      |
| Hov 258:1                   | Hög                         |              | Hov, Skåne          |             | 56.463525, 12.722263 | 10106002580001 | Ladda upp en bild av detta fornminne      |
| Hov 259:1                   | Röse                        |              | Hov, Skåne          |             | 56.470774, 12.723581 | 10106002590001 | Ladda upp en bild av detta fornminne      |
| Orhögen (Hov 260:1)         | Hög                         |              | Hov, Skåne          |             | 56.435607, 12.682315 | 10106002600001 | Ladda upp en bild av detta fornminne      |
| Ysnahögen (Hov 261:1)       | Hög                         |              | Hov, Skåne          |             | 56.433499, 12.713396 | 10106002610001 | Ladda upp en bild av detta fornminne      |
| Hov 277:1                   | Begravningsplats            |              | Hov, Skåne          |             | 56.453240, 12.716319 | 10106002770001 | Ladda upp en bild av detta fornminne      |
| Hov 278:1                   | Hög                         |              | Hov, Skåne          |             | 56.463173, 12.723591 | 10106002780001 | Ladda upp en bild av detta fornminne      |
| Hov 278:2                   | Stensättning                |              | Hov, Skåne          |             | 56.463048, 12.723776 | 10106002780002 | Ladda upp en bild av detta fornminne      |
| Hov 278:3                   | Stensättning                |              | Hov, Skåne          |             | 56.463165, 12.723868 | 10106002780003 | Ladda upp en bild av detta fornminne      |
| Hov 288                     | Hällristning                |              | Hov, Skåne          |             | 56.465317, 12.705595 | 12000000059816 | Ladda upp en bild av detta fornminne      |
| Hov 289                     | Hällristning                |              | Hov, Skåne          |             | 56.465507, 12.705837 | 12000000059879 | Ladda upp en bild av detta fornminne      |
| Hov 290                     | Hällristning                |              | Hov, Skåne          |             | 56.465590, 12.705252 | 12000000059998 | Ladda upp en bild av detta fornminne      |
| Hov 291                     | Hällristning                |              | Hov, Skåne          |             | 56.466263, 12.702334 | 12000000060005 | Ladda upp en bild av detta fornminne      |
| Hov 292                     | Hällristning                |              | Hov, Skåne          |             | 56.466162, 12.702229 | 12000000060008 | Ladda upp en bild av detta fornminne      |
| Hov 293                     | Hällristning                |              | Hov, Skåne          |             | 56.465844, 12.704092 | 12000000060044 | Ladda upp en bild av detta fornminne      |
| Hov 294                     | Hällristning                |              | Hov, Skåne          |             | 56.435773, 12.707102 | 12000000060114 | Ladda upp en bild av detta fornminne      |
| Hov 295                     | Hällristning                |              | Hov, Skåne          |             | 56.435623, 12.706297 | 12000000060137 | Ladda upp en bild av detta fornminne      |
| Hov 296                     | Hällristning                |              | Hov, Skåne          |             | 56.436162, 12.705281 | 12000000060139 | Ladda upp en bild av detta fornminne      |
| Hov 297                     | Hällristning                |              | Hov, Skåne          |             | 56.436541, 12.705275 | 12000000060155 | Ladda upp en bild av detta fornminne      |
| Hov 299                     | Hällristning                |              | Hov, Skåne          |             | 56.436318, 12.703649 | 12000000060198 | Ladda upp en bild av detta fornminne      |
| Hov 300                     | Hällristning                |              | Hov, Skåne          |             | 56.436770, 12.703044 | 12000000060451 | Ladda upp en bild av detta fornminne      |
| Hov 301                     | Hällristning                |              | Hov, Skåne          |             | 56.436931, 12.702550 | 12000000060453 | Ladda upp en bild av detta fornminne      |
| Hov 302                     | Hällristning                |              | Hov, Skåne          |             | 56.436882, 12.702764 | 12000000060455 | Ladda upp en bild av detta fornminne      |
| Hov 303                     | Hällristning                |              | Hov, Skåne          |             | 56.436879, 12.702567 | 12000000060457 | Ladda upp en bild av detta fornminne      |
| Hov 304                     | Hällristning                |              | Hov, Skåne          |             | 56.434883, 12.704399 | 12000000060488 | Ladda upp en bild av detta fornminne      |
| Hov 305                     | Hällristning                |              | Hov, Skåne          |             | 56.434532, 12.705306 | 12000000060509 | Ladda upp en bild av detta fornminne      |
| Hov 306                     | Hällristning                |              | Hov, Skåne          |             | 56.434440, 12.705511 | 12000000060511 | Ladda upp en bild av detta fornminne      |
| Hov 307                     | Hällristning                |              | Hov, Skåne          |             | 56.437235, 12.703081 | 12000000060545 | Ladda upp en bild av detta fornminne      |
| Hov 308                     | Hällristning                |              | Hov, Skåne          |             | 56.436465, 12.705338 | 12000000060618 | Ladda upp en bild av detta fornminne      |
| Hov 309                     | Hällristning                |              | Hov, Skåne          |             | 56.436398, 12.705419 | 12000000060620 | Ladda upp en bild av detta fornminne      |
| Hov 312                     | Hällristning                |              | Hov, Skåne          |             | 56.439777, 12.682307 | 12000000079454 | Ladda upp en bild av detta fornminne      |
| Hov 313                     | Hällristning                |              | Hov, Skåne          |             | 56.439239, 12.674927 | 12000000079456 | Ladda upp en bild av detta fornminne      |
| Hov 314                     | Hällristning                |              | Hov, Skåne          |             | 56.439472, 12.675315 | 12000000079458 | Ladda upp en bild av detta fornminne      |
| Hov 315                     | Hällristning                |              | Hov, Skåne          |             | 56.447491, 12.715632 | 12000000079460 | Ladda upp en bild av detta fornminne      |
| Hov 316                     | Hällristning                |              | Hov, Skåne          |             | 56.425549, 12.720549 | 12000000079466 | Ladda upp en bild av detta fornminne      |
| Hov 317                     | Hällristning                |              | Hov, Skåne          |             | 56.425577, 12.720644 | 12000000079468 | Ladda upp en bild av detta fornminne      |
| Hov 318                     | Hällristning                |              | Hov, Skåne          |             | 56.458079, 12.704077 | 12000000079470 | Ladda upp en bild av detta fornminne      |
| Hov 319                     | Hällristning                |              | Hov, Skåne          |             | 56.425532, 12.720636 | 12000000079472 | Ladda upp en bild av detta fornminne      |
| Hov 320                     | Hällristning                |              | Hov, Skåne          |             | 56.425555, 12.720606 | 12000000079474 | Ladda upp en bild av detta fornminne      |
| Hov 321                     | Hällristning                |              | Hov, Skåne          |             | 56.458095, 12.704015 | 12000000079476 | Ladda upp en bild av detta fornminne      |
| Hov 322                     | Hällristning                |              | Hov, Skåne          |             | 56.447392, 12.757448 | 12000000079478 | Ladda upp en bild av detta fornminne      |
| Hov 323                     | Hällristning                |              | Hov, Skåne          |             | 56.435340, 12.726645 | 12000000079481 | Ladda upp en bild av detta fornminne      |
| Västra Karup 286:1          | Hög                         |              | Hov, Skåne          |             | 56.430902, 12.740180 | 10114802860001 | Ladda upp en bild av detta fornminne      |